# Pollenia atricoma
Pollenia atricoma är en tvåvingeart som beskrevs av Dear 1986. Pollenia atricoma ingår i släktet vindsflugor, och familjen spyflugor. Inga underarter finns listade i Catalogue of Life.